# Mariza Perat
Mariza Perat, učiteljica in kulturna delavka, * 14. april 1939, Gorica, Italija.

## Življenje in delo
Rodila se je v družini mizarja Ivana in gospodinje Line Perat, rojene Lenzi. Osnovno šolo je obiskovala v Pevmi, nižjo srednjo šolo in učiteljišče v Gorici, kjer je 1956 tudi maturirala. Leta 1973 je začela poučevati na slovenski osnovni šoli v Gorici. Že v dijaških letih začela sodelovati v mladinski reviji Pastirček, kot učiteljica pa s svojimi učenci v šolskih radijskih oddajah. Napisala je več pravljic za otroke. Večkrat je tudi sama režirala radijske igre in pravljice za otroke ter skušala s tem zbuditi v otroku zanimanje za dramsko dejavnost. Ukvarja se tudi s prevajanjem. Iz italijanščine je prevedla knjigo Življenje sv. Bernardke. (COBISS) V reviji Pastirček so štiri leta izhajali njeni Goriški sprehodi, ki jih je kasneje dopolnila in so leta 1985 izšli v knjigi. Goriški sprehodi (COBISS) so njeno prvo samostojno literarno delo. Knjiga nudi splošno podobo Gorice v zgodovinskem in umetnostnem pogledu in je prvi slovenski tovrstni vodič, ki je namenjen vsem, ki želijo bolje spoznati Gorico. Njena bibliografija obsega ogromno zapisov.